# تپه ولی گاه
تپه ولی گاه مربوط به هزاره اول قبل از میلاد است و در شهرستان دامغان، روستای سرخ ده واقع شده و این اثر در تاریخ ۶ آذر ۱۳۷۸ با شمارهٔ ثبت ۲۴۷۷ به‌عنوان یکی از آثار ملی ایران به ثبت رسیده است.